# 村上京
村上 京（むらかみ けい、12月8日 - ）は、日本の男性声優。2011年12月まで青二プロダクション（ジュニア）に所属していた。青二塾大阪校第24期卒業。大阪府出身。

## 出演作品

### テレビアニメ
2009年
- ねぎぼうずのあさたろう（子分、もろこし天狗党手下）

2010年
- サイエンChu! 夕焼け家族（いくる）

2011年
- ちはやふる（男子生徒、男子小学生、白波かるた会 男性会員）

### ゲーム
- 真・三國無双5 Empires（エディット武将（熱血））
- スーパー戦隊バトル レンジャークロス（ゴーオングリーン、アイガイオン）
- ペルソナ3 ポータブル

### ドラマCD
- DUEL LOVE 恋する乙女は勝利の女神 ドラマCD 恋する王子は勝利のヘブン（生徒）

### ラジオドラマ
- 青山二丁目劇場
- 君は僕の優しい友達（運転手）
- 無機質探偵、（TVレポーター）
- ドリーム携帯（仲村浩司）
- 人魚のハンドルキーパー（尾崎健吾）

### テレビ
- スッキリ!!